# Kanemaru Shin
Kanemaru Shin (金丸 信 (Kim Hoàn Tín) Kanemaru Shin, 17 tháng 9 năm 1914 - 28 tháng 3 năm 1996) là một chính trị gia người Nhật Bản, một nhân vật quan trọng trong lĩnh vực chính trị của Nhật Bản từ những năm 1970 đến đầu những năm 1990. Ông cũng là Tổng giám đốc Cơ quan Quốc phòng Nhật Bản từ năm 1977 đến 1978.

## Tiểu sử
Kanemaru sinh ra ở làng Suwa (nay là thành phố Minami-arupusu), tỉnh Yamanashi vào ngày 17 tháng 9 năm 1914. Ông bắt đầu học tại Đại học Nông nghiệp Tokyo và trở thành giáo viên sau khi tốt nghiệp. Ông được đưa vào quân đội và phục vụ trong Đạo quân Quang Đông một thời gian ngắn với tư cách là một trung sĩ từ năm 1937 đến 1938 và xuất ngũ ngay sau khi bị bệnh và trở về Nhật Bản. Sau khi thực hiện nghĩa vụ quân sự, ông tham gia vào công việc sản xuất rượu sake và sau đó tham gia vào các doanh nghiệp bê tông và lưu niệm. Ông là thành viên của Đảng Dân chủ Tự do và là thành viên của phe Takeshita Noboru. Năm 1992, ông bị truy tố trong vụ bê bối tham nhũng Sagawa Kyubin. Ông bị buộc tội trốn thuế đối với các khoản thanh toán mà ông đã nhận được từ các công ty xây dựng đang tìm kiếm ảnh hưởng chính trị. Ông đã từ chức và bị bắt vào ngày 13 tháng 3 năm 1993 sau khi nhà chức trách tìm thấy ít nhất 51 triệu đô la trái phiếu không ghi tên và hàng trăm bảng vàng được lưu trữ tại nhà của ông.
Kanemaru chết ở Yamanashi vào ngày 28 tháng 3 năm 1996 ở tuổi 81.
Ông có một con trai tên là Kanemaru Shingo.